# NBC유니버설
NBC유니버설(NBCUniversal Media, LLC)은 전 세계 고객을 대상으로 엔터테인먼트, 뉴스, 정보 제품 및 서비스를 만들어 배포하는 미국의 대중 매체 및 엔터테인먼트 기업이다.
NBC유니버설은 2004년 5월에 제너럴 일렉트릭의 NBC와 비방디의 비방디 유니버설 엔터테인먼트와의 합병으로 태어났다. 현재 NBC유니버설은 컴캐스트가 100% 지분을 소유하고 있다. 비방디가 20% 지분을 팔고 GE가 잔여지분 매각 후 방송사업에서 손을 때면서 컴캐스트가 소유하고 있다.

## 사업 부문

### 계열사
- NBC
  - NBC유니버설 디지털 엔터테인먼트
  - NBC 엔터테인먼트
  - 유니버설 텔레비전
- 유니버설 픽쳐스
  - 유니버설 스튜디오 홈 엔터테인먼트
  - 유니버설 애니메이션 스튜디오
  - 일루미네이션 엔터테인먼트
  - 드림웍스 픽처스
  - 드림웍스 애니메이션
- NBC유니버설 케이블
  - E!
  - Syfy
  - USA 네트워크
- 유니버설키즈
- 드림웍스 채널
- NBC 스포츠 그룹
  - 컴캐스트 스포츠 그룹
  - NBC Sports
  - 골프 채널
  - SKY PLC
- NBC유니버설 뉴스 그룹
  - CNBC
  - MSNBC

SKTV 11
- Friv 3D Series TV
- TCM Kids
- CBC TV
- KBS World
- SDS FTV
  - KTV
  - The Kids 3D
  - CONCON Fighter
  - TSATV
  - DBC
  - BBA TSA

### 파크 & 리조트
- 유니버설 파크 & 리조트

### 인터넷
- Fandango.com (영화표 서비스)

## 같이 보기
- 유니버설 스튜디오